# Autobianchi Giardiniera
O Autobianchi Giardiniera é um automóvel produzido pela montadora italiana Autobianchi, baseado no Fiat 500 Giardiniera. A versão Fiat sendo oferecida desde 1960. Estava disponível em diversas configurações: perua e furgão. O carro foi produzido de 1968 a 1977, substituindo efetivamente o homólogo da Fiat. Também foi comercializado como Autobianchi Bianchina Giardiniera. O layout geral era muito semelhante ao anterior Panoramica, mas o Giardiniera era mais utilitário e ideal para o comércio leve. Ele também manteve o mesmo design exterior da Fiat, com apenas uma mudança de emblema, e ainda apresentava portas suicidas.

## Produção

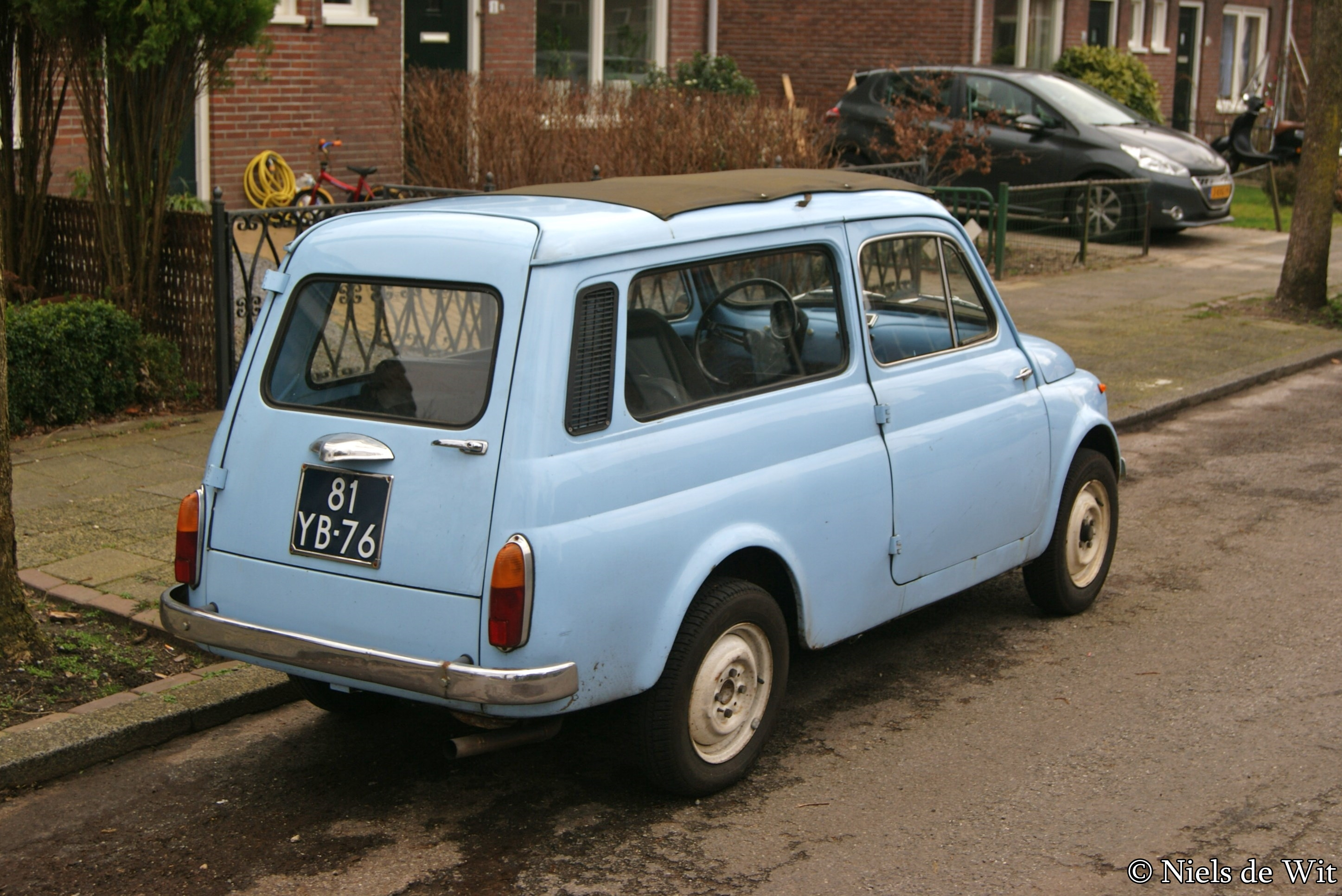
Vista traseira do Giardiniera

| Modelo                        | Anos de produção | Potência (cv) | Capacidade (cc) | Produção |
| ----------------------------- | ---------------- | ------------- | --------------- | -------- |
| Perua Giardiniera             | 1968–1977        | 17,5          | 499             |          |
| Furgão Giardiniera Furgoncino | 1968–1977        | 17,5          | 499             |          |